# Stazione di Taplow
La stazione di Taplow è una stazione della Elizabeth Line situata nel Buckinghamshire a Taplow. È servita ogni ora da due treni suburbani transitanti sulle due direzioni della ferrovia sulla Great Western Main Line, e nel futuro sono previste ulteriori intensificazioni. È l’impianto più occidentale gestito da Transport for London.